# Adam Krupa (piłkarz)
Adam Krupa (ur. 18 grudnia 1952 w Cieszynie) – polski piłkarz grający na pozycji pomocnika.

## Kariera piłkarska
Adam Krupa karierę piłkarską rozpoczął w Piaście Cieszyn. W 1971 roku przeszedł do Polonii Bytom, w której barwy reprezentował do 1976 roku, grając w 133 meczach i strzelając 7 goli w ekstraklasie. Następnie przeszedł do beniaminka sezonu 1976/1977 - Arka Gdynia, w której grał do rundy jesiennej sezonu 1977/1978, grając w 30 meczach i strzelając 1 bramkę w ekstraklasie. Potem wrócił do Polonii Bytom, w której grał do 1981 roku, występując w ponad 55 meczach w ekstraklasie, w których strzelił 2 gole. Łącznie w ekstraklasie wystąpił w ponad 220 meczach, strzelając w nich 10 bramek.
Następnie wyjechał do Stanów Zjednoczonych występować w lidze NASL w klubie Tulsa Roughnecks, gdzie również był czołowym zawodnikiem. W sezonie 1983 zdobył z tym klubem mistrzostwo tej ligi. W klubie występować do chwili zakończenia rozgrywek NASL w sezonie 1984. Łącznie w tej lidze rozegrał 51 meczów i strzelił 5 bramek. Występował również w halowym zespole Tulsa Roughnecks w halowej lidze NASL, w której łącznie rozegrał 36 meczów i strzelił 15 bramek.

## Kariera reprezentacyjna
Adam Krupa grał w młodzieżowej reprezentacji Polski oraz też udział w konsultacjach prowadzonych przez trenera reprezentacji Polski Jacka Gmocha.

## Sukcesy piłkarskie

### Tulsa Roughnecks
- Mistrzostwo NASL: 1983